# Реча Кристур (Клуж)
Реча Кристур (рум. Recea Cristur) насеље је у Румунији у округу Клуж у општини Реча Кристур. Oпштина се налази на надморској висини од 401 m.

## Становништво
Према подацима из 2011. године у насељу је живело 1680 становника.